# Lletanies de la Mare de Déu

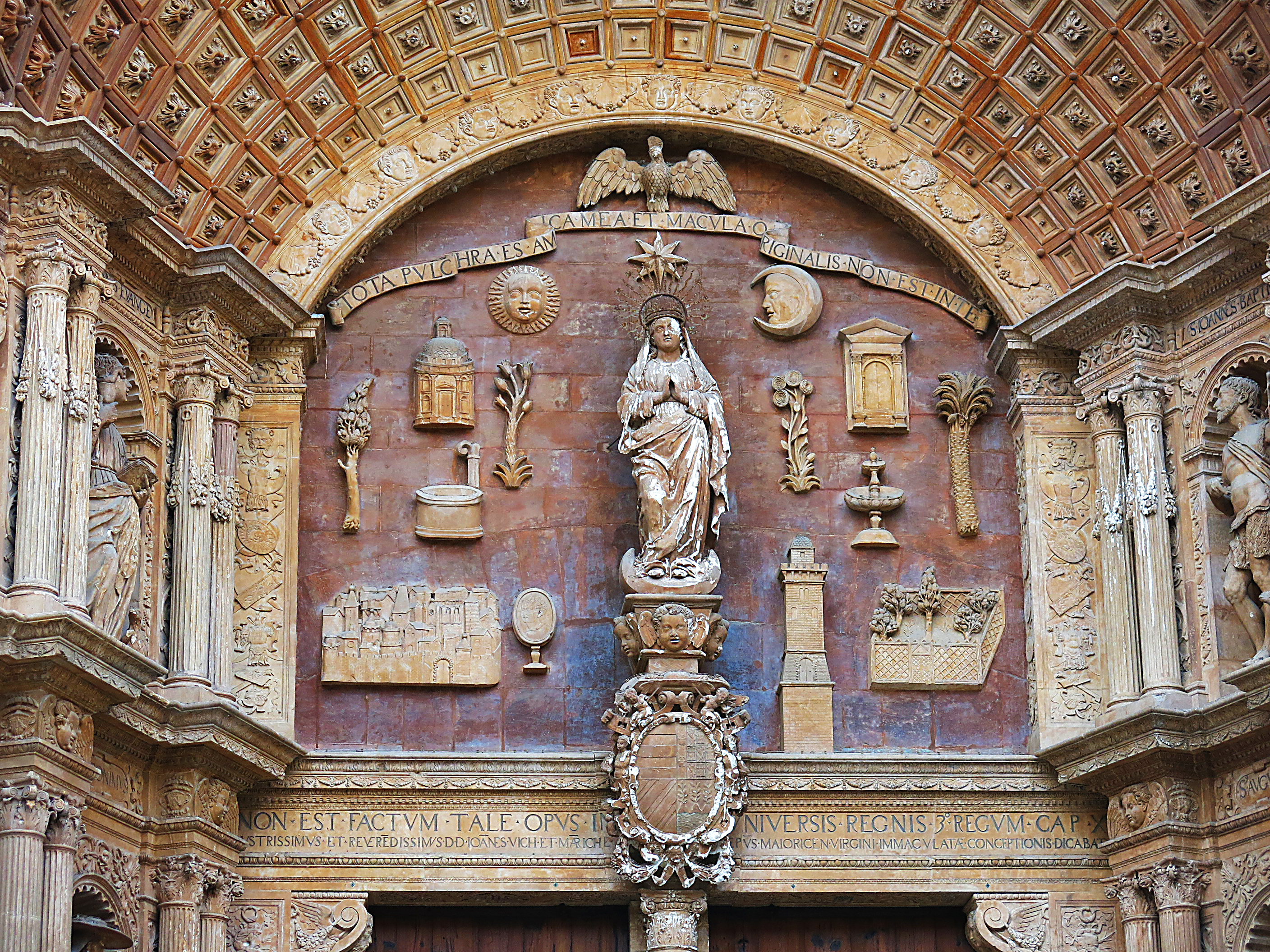
Lletania Lauretana al timpà de la Catedral de Palma

Les  lletanies  són una sèrie de lloances i súpliques ordenades, repetides i concordes entre si, per les quals es prega a Déu i a la seva mare, Santa Maria. Etimològicament la paraula  lletania  prové del vocable grec  litanueo  que significa  súplica  o  rogativa. Consisteixen en una llarga sèrie d'invocacions dirigides a la Verge, adjudicant-li títols i qualificatius descriptius, seguits per la frase Ora pro nobis ("Prega per nosaltres") i que, en succeir-se de manera uniforme i repetitiva, creen un flux d'oració caracteritzat per una insistent lloança i, alhora, súplica.

## Història
Els orígens de les lletanies es remunten als primers segles de la cristiandat. Les lletanies eren súpliques dialogades entre els sacerdots i els fidels, i es resaven sobretot en les processons. Encara que al principi les súpliques eren dirigides només a Déu, amb el temps van afegir-s'hi invocacions a sants i sobretot a la Mare de Déu en qualitat d'intercessors, a partir del segle vii.
En la litúrgia oriental es van fer servir des del segle iii. La composició de lletanies marianes va seguir la línia de les generals i de les dels sants. En aquestes s'invocava a María de tres maneres:  Sancta Maria ,  Sancta Dei Genetrix  (Santa Genitora de Déu) i  Sancta Virgo Virginum  (Santa Verge entre les Verges); hi seguia un seguit de reflexions i lloances dels sants pares orientals que constitueixen el germen de les futures lletanies marianes.
Les lletanies es van difondre mercès a la popularitat de l'Ofici de la Verge Santíssima que es cantava en alguns monestirs. Aquest ofici no era fix i variava segons l'orde religiós que el cantava; les variacions, però, van ser abolides per Pius V quan va establir l'Ofici Petit de la Mare de Déu (Officium Parvum Virginis Mariae) reformat. Entre les variants suprimides, hi havia algunes lletanies similars a les futures lletanies marianes.
Les més antigues lletanies a Maria pròpiament dites es troben en un còdex de Magúncia del segle xii anomenat Lletania Domina Nostra Dei genenetrice Virgine Maria, ora valde bona, cotidie pro quacumque tribulatione dicenda est, amb llargues lloances i en cada vers repetint el Sancta Maria. Al segle xv i XVI les lletanies marianes van començar a multiplicar-se; cap a l'any 1500 van formar-se les lletanies del santuari de Loreto, ex professo per al lloc. Cap al 1575 sorgeixen unes noves lletanies de Loreto conegudes com a "modernes", amb lloances extretes de textos bíblics: es van fer tan populars que les primeres versions van passar a un segon pla. Sixt V les va aprovar el 1587 i fins i tot va atorgar indulgències a qui les resés.
Cap al segle xvii, el rés de les lletanies va arribar a l'exageració: a Loreto hi havia una lletania per a cada dia de la setmana i no n'era l'únic cas. Davant d'això, el 1601, amb el decret  Quoniuam multi  del 6 de setembre, el papa Climent VIII va prohibir totes les lletanies que existien a excepció de les incloses en el Missal i el Breviari i també de les del santuari de Loreto, anomenades ja  lauretanes . Pau V, el 1503, va ordenar que es cantessin a la basílica romana de Santa Maria la Major en les festivitats de la Verge Maria. Els dominics el 1615 van ordenar que es recitessin en tots els seus convents després de les seves oracions dels dissabtes.
Amb el temps s'hi han anat afegint més títols i advocacions, com ara:
- Pius V:  Auxili dels cristians  per la intercessió de la Mare de Déu en la victòria de la batalla de Lepant
- Climent XIII:  Mare immaculada  a petició del Felip IV, per als dominis hispànics el 12 de setembre de 1767. Va ser també concedida per Pius IX al bisbe de Malines el 1846; després de la definició dogmàtica de la Immaculada Concepció en 1854, el mateix Pius IX va fer-lo extensiu a tota l'Església.
- Lleó XIII:  Reina del Sant Rosari  i  Mare del Bon Consell
- Benet XV:  Reina de la pau
- Pius IX:  Reina concebuda sense pecat original
- Pius XII el 1951  Reina assumpta al cel
- Pau VI:  Mare de l'Església
- Joan Pau II:  Reina de la Família

## Lletanies lauretanes de l'Església catòlica
El llibre  Directori sobre la pietat popular i la litúrgia: principis i orientacions, editat a la Ciutat del Vaticà l'any 2002, defineix les lletanies així:

 Entre les formes de pregària a la Verge, recomanades pel magisteri [de l'Església], estan les lletanies. Consisteixen en una perllongada sèrie d'invocacions dirigides a la Verge, que, en succeir-se una a una altra de manera uniforme, creen un flux d'oració caracteritzat per una insistent lloança-súplica. (...)
En els llibres litúrgics del ritu romà hi ha dos formularis de lletanies: les lletanies lauretanes, per les quals els Romans Pontífexs han mostrat sempre la seva estima; les lletanies per al ritu de coronació d'una imatge de la Mare de Déu, que en algunes ocasions poden constituir una alternativa vàlida al formulari lauretà. 

Se'n recomana un ús moderat:

 No seria útil, des del punt de vista pastoral, una proliferació de formularis de lletanies; d'altra banda, una limitació excessiva no tindria prou en compte les riqueses d'algunes esglésies locals o famílies religioses. Per això, la Congregació per al Culte Diví ha exhortat a "prendre en consideració altres formularis antics o nous en ús en les esglésies locals o instituts religiosos, que resultin notables per la seva solidesa estructural i la bellesa de les seves invocacions". 

Lleó XIII recomana concloure durant el mes d'octubre (mes del Rosari) la recitació del Rosari amb el cant de les lletanies de Loreto Això va fer que molta gent pensés que les lletanies eren part del rés del rosari, quan en realitat són un acte de culte per elles mateixes i poden ésser usades per retre un homenatge a la Mare de Déu, sigui en una processó (com en el seu ús primitiu) o com a part d'una celebració de la Paraula de Déu.

### Lletanies i Vaticà II
A l'Església Catòlica Romana, després del Concili Vaticà II van aparèixer lletanies que reflexionaven al voltant dels documents sobre Maria com la  Lumen gentium  o la  Marialis cultus . Un clar exemple és el llibre publicat el 1981 anomenat:  Ritu de coronació de les imatges de la Mare de Déu, que proposa lletanies on els termes "Senyora" i "Reina" abunden, donada la litúrgia de to gloriós on es reciten.

## Text de les lletanies
| « | Senyor, tingueu pietat R. Senyor, tingueu pietat. Crist, tingueu pietat R. Crist, tingueu pietat. Senyor, tingueu pietat R. Senyor, tingueu pietat. Crist, oïu-nos R. Crist, oïu-nos. Crist, escolteu-nos R. Crist, escolteu-nos. Déu Pare celestial R Tingueu pietat de nosaltres . Déu Fill, Redemptor del món R Tingueu pietat de nosaltres . Déu Esperit Sant, R Tingueu pietat de nosaltres . Santíssima Trinitat, un sol Déu. R Tingueu pietat de nosaltres . Santa Maria, R Pregueu per nosaltres . Santa Mare de Déu, Santa Verge de les verges, Mare de Crist, Mare de l'Església, Mare de la misericòrdia, Mare de la divina gràcia, Mare de l'esperança, Mare puríssima, Mare castíssima, Mare virginal, Mare sense taca, Mare Immaculada Mare amable, Mare admirable, Mare del bon consell, Mare del Creador, Mare del Salvador, Verge prudentíssima, Verge digna de veneració Verge digna de lloança, Verge poderosa, Verge clement, Verge fidel, Mirall de justícia, Seu de la saviesa, Causa de la nostra alegria, Vas espiritual, Vas d'honor, Vas insigne de devoció, Rosa mística Torre de David Torre de marfil Casa d'or Arca de l'Aliança Porta del Cel, Estel del matí, Salut dels malalts Refugi dels pecadors, Consol dels migrants, Consol dels afligits, Auxili dels cristians, Reina dels àngels, Reina dels patriarques, Reina dels profetes, Reina dels apòstols, Reina dels màrtirs, Reina dels confessors Reina de les verges, Reina de tots els sants Reina concebuda sense pecat original Reina assumpta al cel, Reina del Santíssim Rosari Reina de la família, Reina de la pau Anyell de Déu, que lleveu el pecat del món, R. Perdoneu-nos, Senyor. Anyell de Déu, que lleveu el pecat del món, R. Escolteu-nos, Senyor. Anyell de Déu, que lleveu el pecat del món, R. Tingueu pietat de nosaltres. Pregueu per nosaltres, Santa Mare de Déu, Perquè siguem dignes de les promeses del nostre Senyor Jesucrist . Oració Senyor Déu nostre, concediu als vostres servents gaudir de contínua salut d'ànima i cos, i per la gloriosa intercessió de la benaurada sempre Verge Maria, veure'ns lliures de les tristeses de la vida present i gaudir de les alegries eternes. Per Crist Senyor nostre. Amén . | » |

Una altra oració:
| « | Et supliquem, Senyor, que aboquis la teva gràcia en les nostres ànimes perquè els que, per l'anunci de l'Àngel, hem conegut l'Encarnació del vostre Fill Jesucrist, per la seva Passió i Creu, siguem portats a la glòria de la seva Resurrecció. Pel mateix Crist Senyor nostre. Amén . | » |